# Crawfish Fiesta
Crawfish Fiesta —  студийный альбом Профессора Лонгхейра, выпущенный в 1980 году. Лауреат 1st National Blues Music Awards 1980 года в номинации «Альбом современного блюза» . Последний студийный альбом Профессора Лонгхейра, умершего 30 января 1980 года почти накануне объявленной даты выхода альбома 1 февраля 1980 года .

## Об альбоме
Альбом был записан в 1979 году в студии Sea-Saint Studios в Новом Орлеане.
По оценке Village Voice «Последний, лучший альбом мастера-музыканта, который фактически изобрел рок-н-ролльное фортепиано в Новом Орлеане» .
Обозреватель Vinyl District Джозеф Нефф, поставив альбому оценку A+ сказал, что Alligator Records поступили правильно, просто поместив маэстро в отличную студию и окружив его соответствующими музыкантами, и единственное, что оставалось сделать — это запечатлеть это должным образом в записи. Он также отметил несколько треков: «такие сказочные бриллианты, такие как открывающая „Big Chief“ и кусок безумного вдохновения „Bald Head“ даются в потрясающем прочтении, которое показывает, что фортепианное мастерство Лонгхейра находится в постоянном развитии. Его соло в „Bald Head“ в частности сильно отличается от его игры на оригинальном Mercury 78. Но именно в короткой „Willie Fugal’s Blues“, и в заглавном треке его способности как пианиста в постоянном развитии проявляются лучше всего…затем появляются несколько великолепных кавер-версий. „Cry for Me“ Соломона Берка [так в тексте] прочитана великолепно… его свободное пение в стиле скэт на „Whole Lotta Loving“ само по себе делает приобретение Crawfish Fiesta абсолютно необходимым» .
Роберт Кристгау поставив альбому оценку А (великий альбом, обе стороны удивляют и приносят удовольствие. У вас должен быть этот альбом), сказал: «Почему эта пластинка лучше всех других пластинок Профессора Лонгхейра? Ну, бэк-вокал более симпатичный (кисло-сладкие духовые), а песни хорошо подобраны (подвергшиеся румба-обработке блюзы от Мадди Уотерса, Джея Макнили и Уолтера Хортона), а склонность Лонгхейра колебаться в тональности в вокале превращена в преимущество» 
«Crawfish Fiesta — это пластинка энергичной музыки для вечеринок, настолько заряженной (в положительном смысле), последовательной и веселой сама по себе, что она не может бояться критики под предлогом повышения коммерческой привлекательности».
О композициях: 
- «Big Chief»:  её оригинал был выпущен в 1964 году. Здесь Лонгхейр, находящийся в отличной музыкальной форме, выдаёт свои типичные трели, мощный, мелодичный свист, а его пальцы перекатываются по клавишам, в то время как плотная ритм-секция величественными красками поддерживает песню.
- «Her Mind Is Gone»: также была выпущена ранее, «приятно слышать её такой, обрамлённой специально подобранным ритмом, в объёмном среднем темпе»
- "Something on Your Mind": кавер-версия баллады Джея Макнили. Лонгхейр интерпретирует лирику Макнили ярким и глубоким тоном, обогащая ее своими трелями, модулируя закрытым ртом и небольшим мелодичным скэтом , оставляя место для теплого двухприпевного длинного саксофонного соло в честь Макнили.
- «You’re Driving Me Crazy»: возвращение к обычному Лонгхейру, разгульному , ироничному и живому в карибском стиле
- «Red Beans»: версия песни Мадди Уотерса. Поддержанная саксофонами и прочной и неотразимой ритмической основой, в которой выделяются акценты на конгах «Уганды» Робертса, песня исполняется Лонгхейром убедительным вокалом и захватывающим соло, между рок-н-роллом и блюзом.
- «Willie Fugal’s Blues»: «восхитительный фортепианный экспромт продолжительностью всего две минуты, с легкими свинговыми движениями, сопровождаемыми нежной перкуссией конг»
- «It’s My Fault, Darling»: мощный блюз среднего темпа, отмеченный безошибочным ритмом и своеобразным надтреснутым пением, похожим на йодль. Фортепиано звучит ясными каскадами, Доктор Джон украшает песню прекрасным гитарным соло…а духовые инструменты в стиле Ллойда Прайса дают тёплую поддержку.
- «In the Wee Wee Hours»: карнавальная композиция в стиле румбы с постоянным драйвовым аккомпанементом, который звучит как единое целое, но в котором каждый голос очень различим.
- «Cry to Me»: версия этой композиции в темпе румбы уникальна, хотя и не является классической. Сентиментальная баллада обрабатывается Лонгхейром таким образом, что даже немного принижается и высмеивается забавными высокими нотами, нарастающими голосовыми порывами, мрачными и весёлыми одновременно. Карибский рок-н-ролл
- «Bald Head»: ироничная быстрая песня, здесь она снова свежа, становится всё веселее и веселее, ее пианизм становится ещё более и более развитым
- «Whole Lotta Lovin'»: оригинальная песня Фэтса Домино тушуется на фоне этой версии с использованием в ней случайных и резких, закруглённых фонем, йодля и скэта, врождённых и спонтанных
- «Crawfish Fiesta»:  символ, праздник луизианских раков и калипсо, прекрасный инструментал [5]

16 октября 2012 года Alligator Records переиздала альбом с одним ранее не издававшимся бонус-треком: кавером «River's Invitation» Перси Мэйфилда , который был записан во время репетиции сессии звукозаписи альбома.

## Список композиций
| №  | Название                  | Автор(ы)                            | Длительность |
| -- | ------------------------- | ----------------------------------- | ------------ |
| 1. | «Big Chief»               | Эрл Кинг, Улисс Гейнс, Уордел Кезер | 3:13         |
| 2. | «Her Mind is Gone»        | Профессор Лонгхейр                  | 4:23         |
| 3. | «Something on Your Mind»  | Биг Джей Макнили                    | 4:10         |
| 4. | «You're Driving Me Crazy» | Лонгхейр                            | 2:34         |
| 5. | «Red Beans»               | Мадди Уотерс                        | 2:37         |
| 6. | «Willie Fugal's Blues»    | Лонгхейр                            | 2:03         |

| №   | Название                                                | Автор(ы)                     | Длительность |
| --- | ------------------------------------------------------- | ---------------------------- | ------------ |
| 7.  | «It's My Fault, Darling»                                | Майлс Грейсон, Лермон Хортон | 4:54         |
| 8.  | «In the Wee Wee Hours»                                  | Лонгхейр                     | 3:23         |
| 9.  | «Cry to Me»                                             | Берт Рассел                  | 3:35         |
| 10. | «Bald Head»                                             | Лонгхейр                     | 2:58         |
| 11. | «Whole Lotta Lovin'»                                    | Дэйв Бартоломью, Фэтс Домино | 3:46         |
| 12. | «Crawfish Fiesta»                                       | Лонгхейр                     | 3:10         |
| 13. | «River's Invitation (скрытый трек на переиздании 2012)» | Перси Мэйфилд                | 3:14         |

## Участники записи
- Профессор Лонгхейр   — фортепиано, вокал
- Доктор Джон  — гитара
- Тони Дагради   — тенор-саксофон, аранжировки духовых
- Эндрю Кэслоу — тенор-саксофон, аранжировки духовых
- Джим Мур — баритон-саксофон
- Альфред «Уганда» Робертс — конги
- Джонни Видакович — ударные
- Дэвид Ли Уотсон — бас-гитара

Производство
- Эллисон Кэслоу — продюсер
- Эндрю Кэслоу — продюсер
- Брюс Иглауер — продюсер
- Фредди Брейтберг — звукооператор, микширование
- Ross & Harvey Inc. — дизайн обложки
- Майкл Смит — фотография